# Сент-Мартин (кратер)
Сент-Мартин — ударный кратер в провинции Манитоба, Канада.
Он имеет 40 км в диаметре, а его возраст оценивается в 220 ± 32 млн лет (триас). На поверхности кратер не видно.
Геофизиком Дэвидом Роули из Чикагского университета, работавшим с Джоном Спреем из Университета Нью-Брансуик и Саймоном Келли из Открытого университета (Великобритания) было предложено, что кратер Сент-Мартин, возможно, является гипотетическим множественным ударным событием, которое также образовало кратер Маникуаган в северном Квебеке, кратер Рошшуар во Франции, Оболонский кратер на Украине и кратер Ред Винг в Северной Дакоте. Все эти кратеры были ранее известны и изучались, но их палеовыравнивание никогда раньше не демонстрировалось.